# Заріччя (Ізяславська міська громада)
Заріччя (раніше — Війтівці) — село в Україні, у Ізяславській міській громаді Шепетівського району Хмельницької області. Населення становить 16 осіб.

## Географія
Село Заріччя розташоване у центральній частині Ізяславської міської громади, на річці Сошенці, за 15 км (автошляхом Т 2313) на захід від центру громади Ізяслав, та за 111 км (автошляхами Н03, Н25 та Т 2313) на північ від обласного центру Хмельницький.

## Історія
У 1906 році село Плужанської волості Острозького повіту Волинської губернії. Відстань від повітового міста складало 28 верст, від волості — 10 верств. Налічувалось 58 домогосподарств та 502 мешканців.
7 (20) листопада 1917 року, відповідно до Третього Універсалу Української Центральної Ради, увійшло до складу Української Народної Республіки.
12 червня 2020 року, відповідно до розпорядження Кабінету Міністрів України № 727-р «Про визначення адміністративних центрів та затвердження територій територіальних громад Хмельницької області», увійшло до складу Ізяславської міської територіальної громади.
19 липня 2020 року, в результаті адміністративно-територіальної реформи та ліквідації Ізяславського району, село увійшло до складу новоутвореного Шепетівського району

## Населення
| Роки            | 1984 | 2001 | 2010 | 2011 |
| --------------- | ---- | ---- | ---- | ---- |
| Населення, осіб | 250  | ▼ 35 | ▼ 16 | ▬ 16 |